# Trachyptena nigromaculata
Trachyptena nigromaculata är en fjärilsart som beskrevs av Erich Martin Hering 1928. Trachyptena nigromaculata ingår i släktet Trachyptena och familjen snigelspinnare. Inga underarter finns listade i Catalogue of Life.